# Стоян Тевекелиев
Стоян Стойков Тевекелиев е български търговец и индустриалец. Той и брат му Йордан Тевекелиев са основатели на българската консервна промишленост. Внедряват нови технологии, процеси, рецепти и продукти за хранително-вкусовата промишленост в България. Те първи са титулувани „Царски придворен доставчик“ от цар Борис III като отличие за качество. Основатели са на задругата на индустриалците в България. През 1939 г. приходът на фирмата „Стоян Ст. Тевекелиев и Сие“ от износ е около 5,5 милиарда лева (над 4 милиарда лева от 2023 година).

## Биография
Стоян Тевекелиев е роден през 1884 г. в село Яковци, Еленско. Семейството му, с четири деца, е едно от най-бедните. Като дете работи и учи, по-късно работи с баща си и по-малкия си брат Йордан на пазара за плодове в Плевен. След като през Междусъюзническата война Добруджа е окупирана от Румъния, той става ратай в Румъния, всяка неделя продава плодове на сергия в Букурещ. По време на Първата световна война е в българската армия и попада в плен в Албания, където прекарва пет години.
Заедно с брат си Йордан, завършил техникум по консервна промишленост, създава фирма за износ на плодове и зеленчуци „Стоян Ст. Тевекелиев и Сие“. Стават най-големите износители на плодове, зеленчуци, билки, мазнини, хранителни продукти и вина за много страни, включително Египет и САЩ. Уважавани са като честни и достойни търговци. Притежават много заводи, фабрики, винарски изби. Осъществяват износа с влакове, с шлепове по Дунав и с кораби от Варна. В София построяват 7-етажна сграда на улица „Клементина“ (днес бул. „Александър Стамболийски“ №49), в която живеят, а на първия етаж е кантората „Тевекелиев“.
След Деветосептемврийския преврат (1944) имуществото на братя Тевекелиеви е конфискувано от комунистите още преди приемането на Закона за национализиране на едрата градска недвижима собственост. През 1945 г. в Държавна сигурност е започната разработка за издирване и заграбване на средствата на Тевекелиеви в Швейцария. Стоян Тевекелиев е измъчван и изселен от София, през 1948 г. е въдворен в концлагера „Куциян“. Йордан Тевекелиев е системно подлаган на разпити и изтезания в Държавна сигурност. Когато е създадено държавно индустриално обединение „Консервна промишленост“ по модела на фирмата на Тевекелиеви, включващо 25 консервни фабрики, двамата братя са накарани да го управляват. След като го разработват, Йордан Тевекелиев е убит през 1957 г. по особено жесток начин след разпит в Държавна сигурност, а няколко месеца по-късно Стоян Тевекелиев е отровен.